# W3C Markup Validation Service

Knapp för att visa att en webbplats har valid XHTML-kod.

Knapp för att visa att en webbplats har valid CSS-kod.

W3C Validator, ett gratis hjälpmedel/verktyg som tagits fram av World Wide Web Consortium (W3C) för kvalitetssäkring av webbsidor.
Att validera en webbsida betyder att man kontrollerar att sidans HTML- eller XHTML-kod följer reglerna som är definierade i den valda dokumenttypen. Dessa dokumenttyper är rekommendationer för WWW framtagna av W3C.
Validerings-processen jämförs ofta med att rättstava en text. Validatorn kollar först vilken dokumenttyp som är vald och kontrollerar sedan att kodens syntax stämmer överens med reglerna som är definierade för denna typ. Om validatorn upptäcker felaktig kod så visas ett varningsmeddelande och ibland även tips för hur man åtgärdar felet.
Validering är ett av flera kriterier från W3C gällandes kvalitetssäkring av webbsidor, och verktyget tar inte hänsyn till de övriga kriterierna.
W3C erbjuder knappar att publicera på webbsidor. När besökarna klickar på en sådan knapp så genomförs en validering av den aktuella sidan och resultatet presenteras för besökaren. Knappen kan användas av webbutvecklare för att visa att man följer rekommendationerna från W3C.